# 크리스틴 질버아이젠

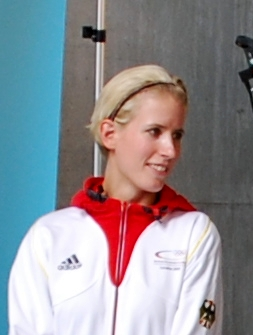

크리스틴 질버아이젠(독일어: Kristin Silbereisen, 1985년 3월 14일 ~ )는 독일의 탁구 선수이다. 2010년 러시아 모스크바 세계선수권대회에서 단체 동메달을 획득하였다.